# 海軍対潜学校
海軍機雷学校（かいぐんきらいがっこう、英語: Mine School）および同校から1944年（昭和19年）3月25日に改名した海軍対潜学校（かいぐんたいせんがっこう、英語: Anti-Submarine School）は、大日本帝国海軍における機雷や防潜網の敷設・管制・掃海術、対潜哨戒・対潜掃討術、水中探索術の習得者を養成する教育機関（軍学校）のことである。海軍水雷学校普通科修了者を中心に、普通科・高等科・特修科・専攻科を設置した。

## 概要
日露戦争で、敵味方入り乱れての機雷戦は、双方に大戦果と大損害をもたらした。
これに着目した海軍では、水雷学校の教育課程に機雷戦のカリキュラムを設定した。また、潜水艦の実用化が進むにつれて、潜水艦の泊地攻撃を阻止するための防潜網や管制機雷の研究も開始する。さらに地中海での船団護衛活動の実績や教訓を踏まえ、対潜哨戒・掃討術の必要性も実感する。しかし、砲術と水雷を二本柱とし、潜水艦と航空機が補助兵力として注目を集める一方で、機雷術や対潜術は注目されることもなく、水雷学校のカリキュラムの中で取り扱われるだけに過ぎなかった。
1934年（昭和9年）に各鎮守府に防備戦隊を設置したことを契機に、防備人員の確保が課題となり、機雷戦教育の強化が必要となった。日本海軍において防備の権威とされた園田滋大佐による尽力の結果、1940年（昭和15年）に海軍次官を委員長とする「防備委員会」が立ち上げられ、機雷戦専門の学校として術科学校の設立が答申された。
海軍機雷学校が設立されたのは、大東亜戦争（太平洋戦争）開戦目前の1941年（昭和16年）3月である。なお、学校名としては防備委員会から防備学校が提案されたが、「防備」の用語は語義の広い戦術用語であって海軍大学校の所管事項にあたり、兵器の操作を学ぶ術科学校の名称にはふさわしくないと反対を受け、機雷学校に落ち着いた。学校は、神奈川県横須賀市（旧・三浦郡久里浜村）の久里浜港突端（現・横須賀市長瀬三丁目）に置かれた。

大東亜戦争後半の1944年（昭和19年）3月に、海軍機雷学校は海軍対潜学校に改称された。これは、対潜戦闘への関心の高まりや、そこに投入される護衛艦艇の大量建造に対応した措置であった。
教育用設備としては、100トン型曳船が3隻配備されてソナー運用の訓練に活用された。しかし、これでは機材として不十分で、訓練用の海防艦を数隻付属させるべきであったとの指摘もある。また、駆逐艦「澤風」も練習艦として配備された。
他の術科学校と同じく、対潜艦艇長・機雷長を養成する高等科、初級将校を養成する普通科、特務士官・准士官を養成する特修科、高等科修了者を対象とした専攻科の4科を設置した。また兵・下士官を練習生として受け入れた。
1945年（昭和20年）に本土決戦（海軍省コードネーム決号作戦）要員を捻出するために、増設された術科学校生徒は7月15日付で繰り上げ卒業、任地派遣が決定した。このため対潜学校も同日付で閉校し、高等科教育を母体でもあった海軍水雷学校に編入した。

跡地は戦後、海上自衛隊に移管され、艦艇装備研究所が立地。その後さらに一部が法務省に移管され、横浜刑務所横須賀刑務支所（旧・横須賀刑務所）、久里浜少年院が建設された。また近隣地の一部が運輸省に移管され、港湾技術研究所（現：海上・港湾・航空技術研究所傘下）が立地した。

## 沿革
- 1941年（昭和16年）4月1日 - 神奈川県横須賀市久里浜に機雷学校設置
- 1944年（昭和19年）
  - 3月 - 伏見宮博恭王臨席の下で聯合卒業式が行われる（海軍機雷学校、横須賀海軍砲術学校、館山海軍砲術学校、海軍水雷学校、海軍航海学校、横須賀海軍通信学校、海軍工機学校、海軍工作学校および横須賀海軍航空隊の合同）[5]。
  - 3月25日 - 「海軍対潜学校」に改称
- 1945年（昭和20年）7月15日 - 閉校。高等科学生は水雷学校に編入。繰上げ卒業・修了者は特攻戦隊に派遣。

## 歴代機雷学校長・対潜学校長
- 杉山六蔵 中将：1941年4月1日 -
- 欠員：1941年7月5日 -
- 佐藤波蔵 少将：1941年10月20日 -
- 鍋島俊策 少将：1944年1月20日 -
- 河野千万城 中将：1945年5月1日 -
- 木村昌福 少将：1945年6月1日 - 1945年7月15日閉校